# Poetik und Hermeneutik
Poetik und Hermeneutik war der Titel einer Reihe von 17 Tagungen einer geisteswissenschaftlichen Forschergruppe, die zwischen 1963 und 1994 stattfanden. Die Vertreter trafen sich, um ästhetische, kunsttheoretische oder geschichtsphilosophische Fragen zu diskutieren.
Durch die veröffentlichten Tagungsbände, die – damals ungewöhnlicherweise – auch den Gesprächsverlauf dokumentierten, wirkte die Forschergruppe stark auf die Themenstellungen der deutschen Geisteswissenschaften ein und trug maßgeblich dazu bei, dass diese mit modernen Methodiken und Konzepten (z. B. den Intertextualitätstheorien) in Berührung kamen. Der Name der Forschergruppe spiegelt das Bemühen wider, strukturalistische, linguistisch fundierte Literaturtheorie (Poetik) und die deutsche hermeneutische Tradition in einen Dialog treten zu lassen. Zu den prominenteren Teilnehmern gehörten die Philosophen Hans Blumenberg, Odo Marquard und Jacob Taubes, die Literaturwissenschaftler Wolfgang Preisendanz, Hans Robert Jauß, Wolfgang Iser, Karlheinz Stierle, Peter Szondi, Werner Krauss, Renate Lachmann, Manfred Fuhrmann und Karl Heinz Bohrer, der Kunsthistoriker und -theoretiker Max Imdahl und der Historiker und Geschichtstheoretiker Reinhart Koselleck.

## Geschichte
„Poetik und Hermeneutik“ wurde von dem Philosophen Hans Blumenberg, dem Germanisten Clemens Heselhaus und dem Romanisten Hans Robert Jauß zunächst als Lessing-Institut für Hermeneutik und Literaturkritik an der Justus-Liebig-Universität in Gießen gegründet. Die Begriffszusammenführung „Poetik und Hermeneutik“ wurde erst später, vermutlich von Hans Blumenberg, als Name der Forschungsgruppe vorgeschlagen. Zu den drei Gießener Professoren Jauß, Blumenberg und Heselhaus sollte noch ein viertes Gründungsmitglied von einer andern Universität kommen. Man fragte zunächst Jacob Taubes. Dieser lehnte jedoch ab und Wolfgang Iser wurde Gründungsmitglied. Die Gründungsmitglieder wurden gruppenintern als Archonten bezeichnet. Jauß, Heselhaus, Wolfgang Iser und Hans Blumenberg sahen die Aufspaltung der deutschen Universitäten in spezialisierte Fachbereiche als Bedrohung für den interdisziplinären Austausch und wollten dem durch die Schaffung eines Forums gegensteuern, das den verschiedenen Fächern erlaubte, im Gespräch miteinander zu bleiben. Die erste Tagung fand vom 17. bis zum 19. Juni 1963 in Gießen statt. Mitte der sechziger Jahre wurde über eine Eingliederung von „Poetik und Hermeneutik“ an das Bielefelder ZIF nachgedacht und die vierte Tagung fand in den provisorischen Räumen des ZIFs auf Schloss Rheda statt. Mit der Gründung der Reformuniversität Konstanz 1966 und der Berufung prominenter „Poetik-und-Hermeneutik“-Mitglieder an diese verlagerte sich der Schwerpunkt dorthin.

## Organisation und Ablauf der Tagungen
Die Teilnehmer versandten ihre Beiträge („Vorlagen“) im Vorfeld der Treffen. Auf den Tagungen selbst wurde eine Zusammenfassung präsentiert, an die sich die Diskussion anschloss, die in den ersten vier Tagungsbänden mitabgedruckt wurde. Die Arbeit der Forschergruppe wurde unter anderem durch die Werner Reimers Stiftung finanziert.

## Kritik
Wurden die Tagungsbände anfangs noch als grundlegend für das jeweils gestellte Thema und allgemein relevant begrüßt und auch außerhalb des akademischen Bereichs wahrgenommen, so sagte man den Konferenzen der 1980er und 1990er Jahre nach, sie seien mit ihren bemühten Themenstellungen im akademischen Tagungsbetrieb aufgegangen und hätten sich im Ergebnis nicht mehr von jeder beliebigen Fachkonferenz unterschieden. Für die frühe Phase von Poetik und Hermeneutik wurde jedoch die hohe Originalität der Beiträge hervorgehoben. Gerade Hans Blumenbergs Vorlagen wurden als programmatisch für die Treffen angesehen. Zudem sei durch den frühen Austritt Blumenbergs und die nicht-programmatischen Themensetzungen die konzentrierte Arbeit an einer Problemstellung von dem normalen wissenschaftlichen Kolloquiums- und Sammelbandbetrieb abgelöst worden.

## Liste der Tagungen und der zugehörigen Tagungsbände
Die Bände der Reihe „Poetik und Hermeneutik“ sind im Wilhelm Fink Verlag erschienen.
1. 17.–21. September 1963, Gießen: Nachahmung und Illusion: Kolloquium Giessen, Juni 1963. Vorlagen und Verhandlungen / hrsg. von Hans Robert Jauß (1964)
2. September 1964, Schloß Auel in Lohmar bei Köln: Immanente Ästhetik, ästhetische Reflexion. Lyrik als Paradigma der Moderne. Kolloquium Köln 1964. Vorlagen und Verhandlungen / hrsg. von Wolfgang Iser (1966) (Online)
3. 4.–10. September 1966, Lindau im Bodensee: Die nicht mehr schönen Künste. Grenzphänomene des Ästhetischen / hrsg. von Hans Robert Jauß (1968) (Online)
4. 9.–13. September 1968, Schloss Rheda (Westfalen): Terror und Spiel. Probleme der Mythenrezeption / hrsg. von Manfred Fuhrmann (1971) (Online)
5. 18.–23. Juni 1970: Insel Reichenau: Geschichte – Ereignis und Erzählung / hrsg. von Reinhart Koselleck und Wolf-Dieter Stempel (1973)
6. 11.–16. September 1972, Bad Homburg: Positionen der Negativität / hrsg. von Harald Weinrich (1975)
7. 2.–7. September 1974, Bad Homburg: Das Komische / hrsg. von Wolfgang Preisendanz und Rainer Warning (1976) (Online)
8. 5.–11. September 1976, Bad Homburg: Identität / hrsg. von Odo Marquard und Karlheinz Stierle (1979) (Online)
9. 25.–27. Mai 1978, Bad Homburg: Text und Applikation / hrsg. von Manfred Fuhrmann, Hans Robert Jauß und Wolfhart Pannenberg (1981) (Online)
10. 3.–8. September 1979: Bad Homburg: Funktionen des Fiktiven / hrsg. von Dieter Henrich und Wolfgang Iser (1983)
11. 5.–19. Oktober 1981, Bad Homburg: Das Gespräch / hrsg. von Karlheinz Stierle und Rainer Warning (1984) (Online)
12. 26.–30. September 1983, Bad Homburg: Epochenschwelle und Epochenbewußtsein / hrsg. von Reinhart Herzog und Reinhart Koselleck (1987)
13. 23.–28. September 1985, Bad Homburg: Individualität / hrsg. von Manfred Frank und Anselm Haverkamp (1988) (Online)
14. 28. September–3. Oktober 1987: Bad Homburg: Das Fest / hrsg. von Walter Haug und Rainer Warning (1989) (Online)
15. 23.–28. September 1989, Bad Homburg: Memoria. Vergessen und Erinnern / hrsg. von Anselm Haverkamp und Renate Lachmann unter Mitwirkung von Reinhart Herzog (1993) (Online)
16. 21.–26. September 1992, Bad Homburg: Das Ende. Figuren einer Denkform / hrsg. von Karlheinz Stierle und Rainer Warning (1996) (Online)
17. 19.–24. September 1994, Bad Homburg: Kontingenz / hrsg. von Gerhart von Graevenitz und Odo Marquard in Zusammenarbeit mit Matthias Christen (1998) (Online)

## Liste der Teilnehmer nach Fachbereichen

### Anglistik
- Anselm Haverkamp
- Wolfgang Iser

### Germanistik
- Karl Heinz Bohrer
- Ulrich Gaier
- Gerhart von Graevenitz
- Walter Haug
- Clemens Heselhaus
- Klaus Oettinger
- Wolfgang Preisendanz
- Peter Szondi

### Geschichtswissenschaften
- Arno Borst
- Reinhart Koselleck
- Christian Meier
- Klaus Schreiner

### Klassische Philologie
- Jean Bollack
- Manfred Fuhrmann
- Reinhart Herzog
- Arbogast Schmitt

### Komparatistik
- René Wellek

### Kunstgeschichte
- Max Imdahl

### Linguistik
- Algirdas Julien Greimas

### Musikwissenschaft
- Carl Dahlhaus

### Pädagogik
- Günther Buck

### Philosophie
- Hans Blumenberg
- Manfred Frank
- Hans-Georg Gadamer
- Jürgen Habermas
- Dieter Henrich
- Odo Marquard
- Jacob Taubes

### Romanistik
- Hans Robert Jauß
- Werner Krauss
- Wolf-Dieter Stempel
- Karlheinz Stierle
- Rainer Warning
- Harald Weinrich

### Slavistik
- Aage Hansen-Löve
- Renate Lachmann
- Jurij Striedter
- Dmitrij Tschižewskij

### Soziologie
- Siegfried Kracauer
- Niklas Luhmann
- Alois Hahn

### Theologie
- Wolfhart Pannenberg